# San Patricio megye
San Patricio megye az Amerikai Egyesült Államokban, azon belül Texas államban található. Megyeszékhelye Sinton, legnagyobb városa Portland. Lakosainak száma 68 755 fő (2020. április 1.). San Patricio megye Aransas, Bee, Refugio, Nueces, Jim Wells és Live Oak megyékkel határos.

## Népesség
A megye népességének változása:
| Lakosok száma | 64 547 | 64 349 | 65 268 | 66 137 | 67 357 | 67 215 | 68 755 |
|               | 2010   | 2011   | 2012   | 2013   | 2015   | 2017   | 2020   |